# Мейсон, Сандра
Дама Сандра Прунелла Мейсон (англ. Sandra Prunella Mason; род. 17 января 1949, Сент-Филип) — барбадосский общественный и политический деятель, Генерал-губернатор Барбадоса (2018—2021). Президент Барбадоса с 30 ноября 2021 года.
Является первым президентом в истории Барбадоса и единственным в истории первым президентом-женщиной. Входит в десятку самых влиятельных женщин Барбадоса.

## Биография
Сандра Мейсон родилась 17 января 1949 года в городе Сент-Филип, Барбадос. После окончания своего образования она начала преподавать в средней школе принцессы Маргарет в 1968 году. В следующем году она стала работать клерком в банке Barclays. Мейсон поступила в Университет Вест-Индии (УВИ), получив впоследствии степень бакалавра юридических наук. Мейсон была одной из первых выпускников юридического факультета из UWI, Кейв-Хилл. Завершила своё образование в 1973 году. Была принята в коллегию адвокатов и начала практиковаться 10 ноября 1975 года, став таким образом первой женщиной-членом Барбадосской Ассоциации адвокатов.
С 1975 года она работала в доверительном управлении Barclays, занимала несколько разных должностей в этой компании до 1977 года. В 1978 году Мейсон начала работать в качестве судьи по делам несовершеннолетних и семейным делам и одновременно репетитором по семейному праву в УВИ. Она прекратила репетиторство в 1983 году и продолжила быть магистратом. В 1988 году Мейсон окончила Королевский институт государственного управления по вопросам судебной Администрации. Она работала в Комитете ООН по правам ребёнка в 1991—1999 годах, занимая должность заместителя председателя в 1993—1995 и председателя в 1997—1999 годах.
В период с 1991 по 1992 год она занимала должность председателя и была одной из двух женщин, назначенных в комиссию КАРИКОМ в составе 13 членов, которой было поручено провести оценку региональной интеграции. Мейсон покинула суд по семейным делам в 1992 году и была назначена послом в Венесуэле, став первой женщиной-магистратом из Барбадоса, которая заняла эту должность. С 1993 по 1994 год она также была послом Барбадоса в Чили, Колумбии и Бразилии. По возвращении на Барбадос в 1994 году она была назначена главным магистратом Барбадоса, а в 1997 году стала секретарём Верховного Суда.
В 2000 году Мейсон завершила исследования по альтернативному разрешению споров в Уинсорском университете в Уинсоре, Онтарио, а затем прошла стажировку в Институте судебного образования Содружества в Галифаксе, Новая Шотландия в 2001 году, а также изучила курс по Продвинутому разрешению споров в UWI. Она продолжала выполнять функции секретаря Верховного Суда до 2005 года, когда была назначена адвокатом королевы во внутреннюю Адвокатуру Барбадоса. В 2008 году была приведена к присяге в качестве судьи по апелляциям, став первой женщиной, которая работала в апелляционном суде Барбадоса.
С 30 мая по 1 июня 2012 года Сандра Мейсон была исполняющим обязанности генерал-губернатора Барбадоса, а в следующем году была назначена в состав Арбитражного Суда Секретариата Содружества. Трибунал осуществляет свою деятельность среди членов Содружества Наций в целях урегулирования вопросов, касающихся споров по контрактам. После этого назначения информационное агентство Loop News назвало её одной из 10 самых влиятельных женщин на Барбадосе.

### Генерал-губернатор Барбадоса (2018—2021)

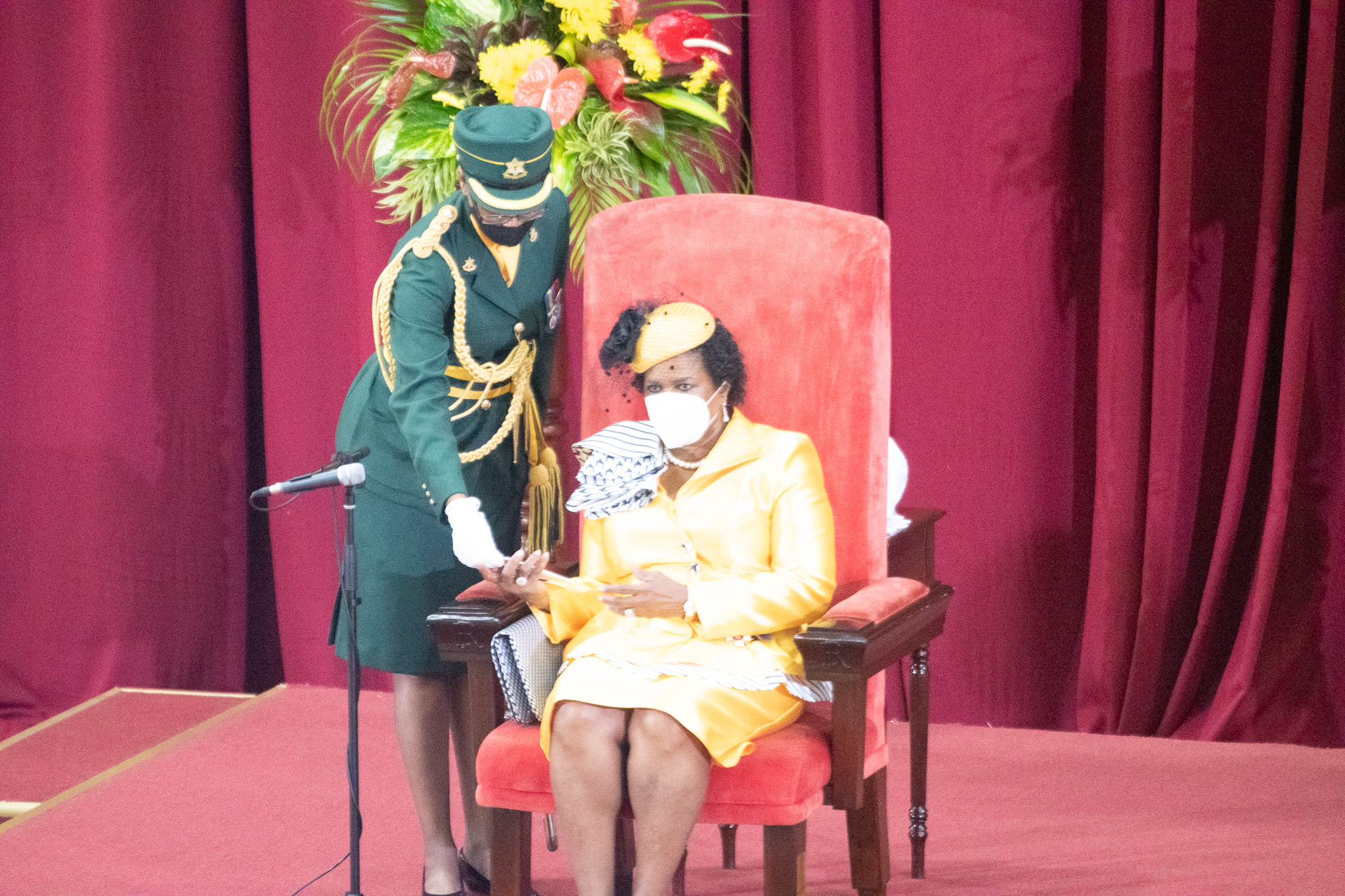
Сандра Мейсон произносит тронную речь. 15 сентября 2020 года

В конце 2017 года Сандра Мейсон была назначена 8-м генерал-губернатором Барбадоса и вступила в должность 8 января 2018 года. Одновременно с назначением на эту должность она была награждена большим крестом Богоматери ордена Святых Михаила и Георгия и стала канцлером и главной дамой Святого Андрея ордена Барбадоса.

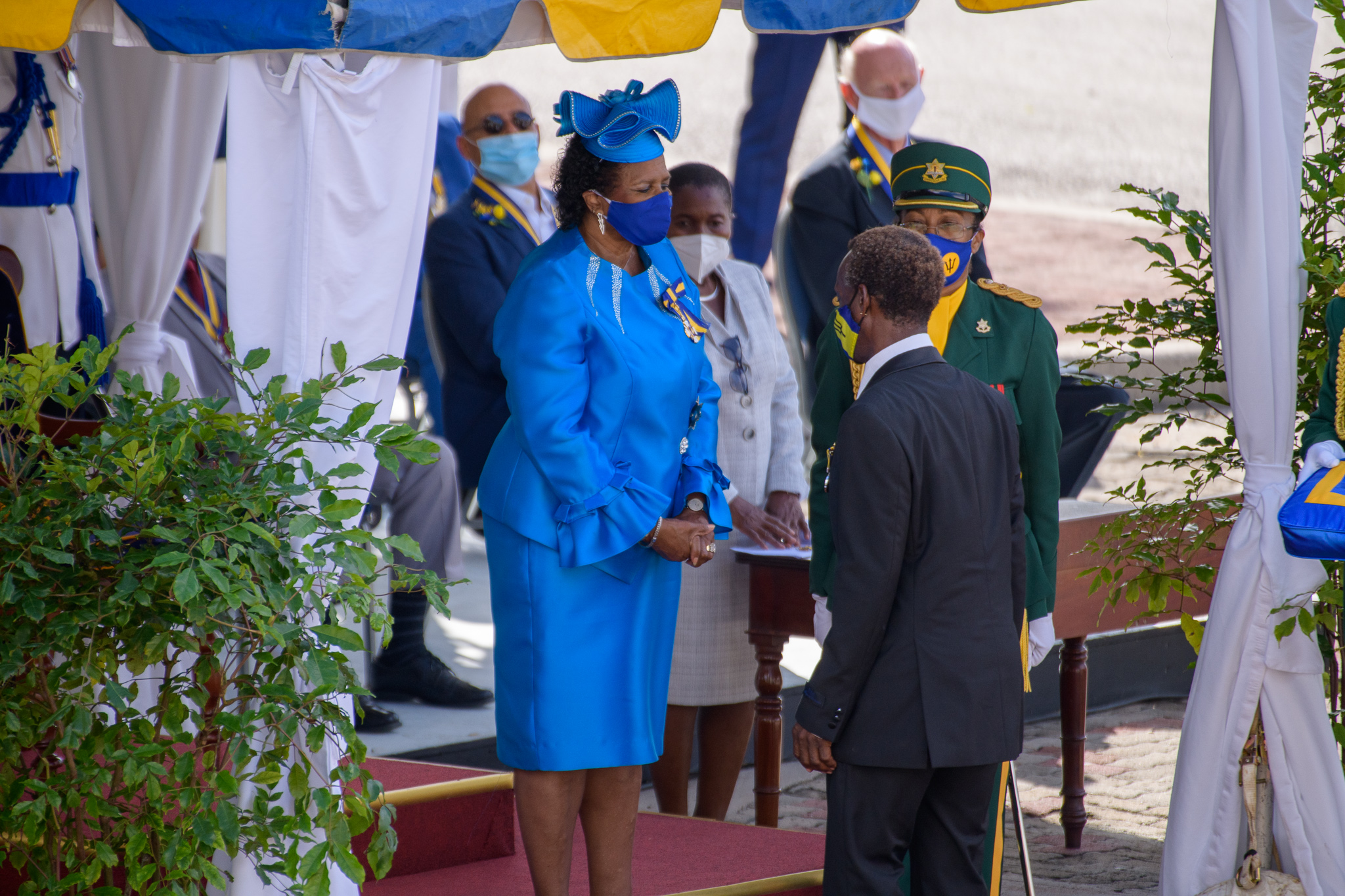
Сандра Мейсон вручает национальные награды во время парада в честь Дня независимости 2020 года

В 2020 году, объявляя политику правительства в тронной речи, написанной правительством премьер-министра Миа Моттли, Сандра Мейсон заявила, что Барбадос станет парламентской республикой, сместив королеву Елизавету II с поста главы государства. Затем ожидалось, что она будет выдвинута в качестве кандидата на пост первого президента Барбадоса, будет избрана двумя палатами парламента и вступит в должность 30 ноября 2021 года.

### Президент Барбадоса (с 2021)
12 октября 2021 года премьер-министр Барбадоса Миа Моттли и лидер оппозиции Джозеф Атерли выдвинули Мейсон на пост первого президента Барбадоса.
20 октября 2021 года парламент Барбадоса избрал Мейсон первым президентом страны при трёх воздержавшихся в Палате представителей и двух в Сенате (власти Барбадоса объявили об отказе от монархии, то есть об отказе признавать главой государства британскую королеву Елизавету II в сентябре 2020 года).
Мейсон была приведена к присяге 30 ноября 2021 года, в день 55-летия независимости Барбадоса. На ней присутствовал Чарльз, принц Уэльский.
Хотя Сандра Мейсон номинально является главой исполнительной власти и единственным главой государства на Барбадосе, на практике её роль в основном церемониальная, равно как и её предыдущая роль генерал-губернатора.